# 沃特·維蘭特
沃特·維蘭特（荷蘭語：Wouter Weylandt，1984年9月27日—2011年5月9日）是比利時職業公路自行車手，原效力於UCI職業巡迴賽的快步車隊，後轉隊至Leopard Trek。他曾贏得2008年環西自行車賽第17階段冠軍，並於2010年環義自由車賽第3階段拔得頭籌。2011年，維蘭特在環義自由車賽時發生意外，得年26歲。

## 外部連結
- 官方網站（荷兰文）